# 黃點佛羅里達鱂
黃點佛羅里達鱂為輻鰭魚綱鯉齒目鯉齒亞目鯉齒鱂科的其中一種，分布於中西大西洋沿岸，從美國佛羅里達州東南部至宏都拉斯半鹹水域，體長可達8公分，可作為觀賞魚。